# MxPx (album)
 (septembre 2018).
Si vous disposez d'ouvrages ou d'articles de référence ou si vous connaissez des sites web de qualité traitant du thème abordé ici, merci de compléter l'article en donnant les références utiles à sa vérifiabilité et en les liant à la section « Notes et références ».
Pour les articles homonymes, voir MxPx.
Albums de MxPx
Life in General 2.0
(2016)
MxPx est le 13e album du groupe américain MxPx

## Liste des chansons
1. "Rolling Strong" - 2:20
2. "All Of It" - 2:13
3. "Friday Tonight" - 3:27
4. "Let's Ride" - 3:24
5. "Uptown Streets" - 3:10
6. "20-20 Hindsight" - 2:23
7. "The Way We Do" - 2:44
8. "Life Goals" - 2:23
9. "Pipe Dreams" - 2:40
10. "Disaster" - 2:21
11. "Moment Like This" - 3:02

## Membres du groupe
- Mike Herrera – Chant, Basse
- Yuri Ruley – Batterie
- Tom Wisniewski – Guitare, Chœurs
- Chris Adkins - Guitare Rythmique, Chœurs